# 1er Mai (metropolitana di Algeri)
1er Mai è una stazione della linea 1 della metropolitana di Algeri.
La stazione di 1er Mai si trova nei pressi della piazza della Concordia, dell'ospedale Mustapha Pacha, il centro Pierre e Marie Curie, la Maison du Peuple, il quartiere Belouizdad, la strada Hassiba Ben Bouali e il mercato Ali Mellah.

## Strutture e impianti
È una stazione sotterranea a 4 binari, due per ogni senso di marcia, serviti da due banchine laterali per ciascun lato.

## Servizi
La stazione è dotata di biglietteria e di 6 uscite, in ordine di numero, da 1 a 6, a piazza della Concordia, alla stazione omonima dei bus ETUSA, al Ministero della gioventù e dello sport, a via Mohamed Chekired, a via Mohamed Belouizdad e a via Ali Mellah.

## Interscambi
- È situata nei pressi della stazione di bus omonima, servita dalle linee di bus ETUSA, linee 07, 10, 14, 15, 16, 19, 48, 65, 79, 88, 89, 90, 99.[2]